# Joseph Hergenröther

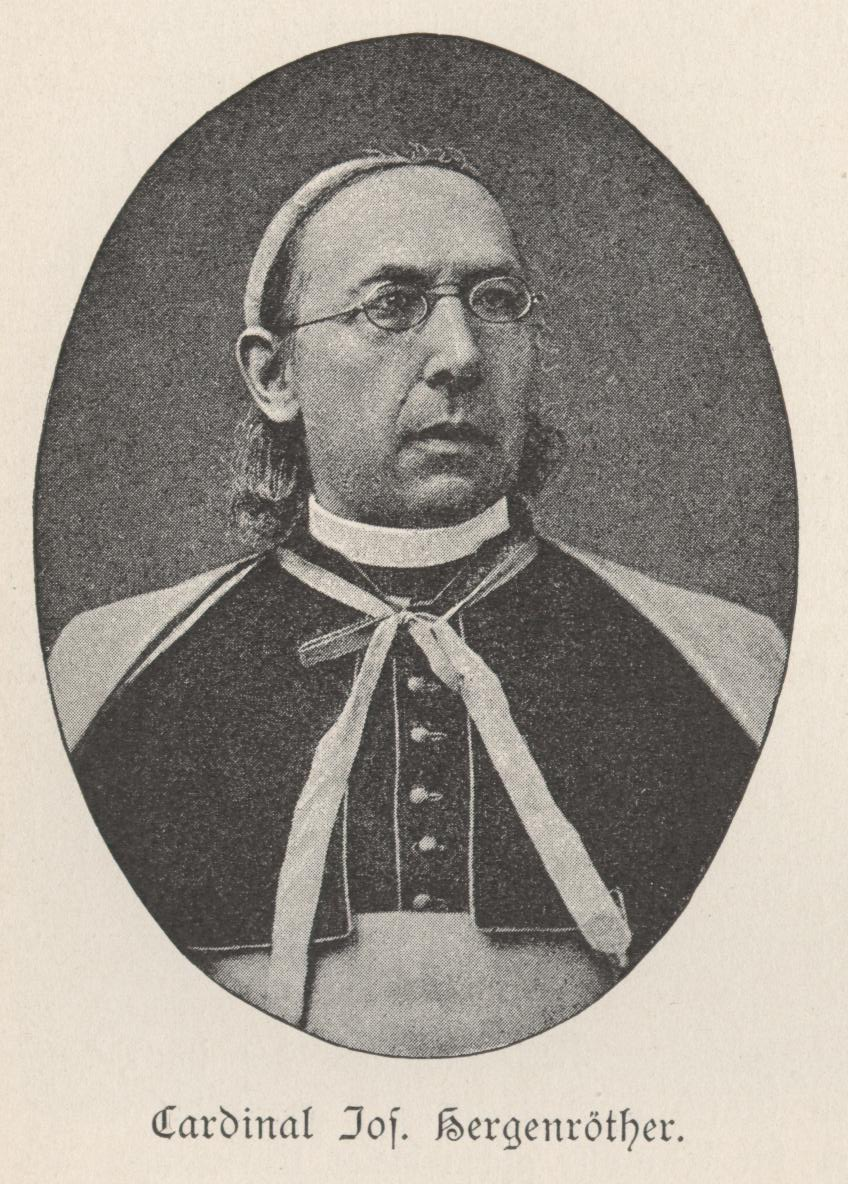
Joseph Kardinal Hergenröther, vor 1888

Joseph Adam Gustav Hergenröther (* 15. September 1824 in Würzburg; † 3. Oktober 1890 im Kloster Mehrerau bei Bregenz) war ein deutscher katholischer Kirchenhistoriker und Kardinal der römisch-katholischen Kirche.

## Leben

### Die Familie
Joseph (auch Josef) Adam Gustav Hergenröther war das zweite Kind des Schönlein-Schülers und außerordentlichen Professors der Medizin Johann Jakob Hergenröther (1793–1855) und dessen Ehefrau Maria Eva Hergenröther, geborener Horsch (1801–1870). Dem Vater, der mit zahlreichen Veröffentlichungen, darunter in der Zeitschrift für psychische Aerzte auf sich aufmerksam machte, Privatdozent war und auch Vorlesungen über „Geisteskrankheiten“ und Geschichte der Medizin hielt, stand eine große wissenschaftliche Laufbahn bevor, die mit der Demagogenverfolgung 1832, die besonders hart die Universität Würzburg traf, ihr jähes Ende fand. Johann Jakob (auch Jacob) Hergenröther, inzwischen Leiter der Medizinischen Poliklinik und ordentlicher Professor in Würzburg, wurde als Amtsarzt nach Marktheidenfeld versetzt. Dort lebte er mit seiner Familie in recht bescheidenen Verhältnissen. 1850 in den Ruhestand versetzt, zog er 1851 mit seiner Familie nach Steinach bei Bad Bocklet (heute Gemeindeteil von Bad Bocklet), kündigte aber auch noch 1852 Vorlesungen Über Fieber, Entzündungen, akute und chronische Hautausschläge an. In Bad Bocklet starb er 1855.
Die Liebe zu den alten Sprachen und die Bereitschaft für den Dienst an der Kirche vermittelte Johann Hergenröther nicht nur seinem Sohn Joseph, auch die Söhne Philipp (1835–1890) und Franz (1847–1930), das jüngste Kind, studierten Theologie und wurden Priester. Philipp war Religionslehrer am Gymnasium und Privatdozent in Würzburg, wurde nach einem Verfahren wegen Kanzelmissbrauch 1871 als Religionslehrer abgesetzt und schied aus der Universität aus. Danach war er ab 1872 Professor am bischöflichen Lyceum in Eichstätt und wurde von Papst Leo XIII. zum päpstlichen Hausprälaten ernannt. Franz Hergenröther, der seinem Kardinalsbruder 1879 nach Rom gefolgt war und ihn dort bei seinen wissenschaftlichen Arbeiten unterstützte, kehrte nach dessen Tod nach Deutschland zurück. 1891 wurde er Mitglied des Würzburger Domkapitels. Unterstützt wurden die Brüder Hergenröther von ihren Schwestern Theresia (1827–1888) und Thekla (1825–1890). Theresia führte ihrem Bruder Philipp den Haushalt in Eichstätt, Thekla zog mit ihrem Kardinalsbruder nach Rom, führte ihm dort seinen Haushalt und unterstützte ihn bei seinen wissenschaftlichen Arbeiten. Das Grab von Thekla Hergenröther auf dem Campo Santo Teutonico erinnert heute noch an das Wirken der Hergenröther-Geschwister Joseph, Franz und Thekla in Rom.

### Wissenschaftlicher Werdegang
Joseph Hergenröther kam mit seiner Familie als Achtjähriger 1832 nach Marktheidenfeld. Von 1838 an bereitete ihn der damalige Pfarrer auf den Besuch des Gymnasiums in Würzburg vor; dort maturiert er im Jahr 1842. Bis 1844 studierte er an der Würzburger Universität Philosophie und Theologie. Diese Studien setzte er ab 1844 am Germanicum in Rom fort. Bedingt durch die revolutionären Unruhen in Italien konnte er seine Studien in Rom nicht beenden, aber er empfing dort am 28. März 1848 die Priesterweihe für das Bistum Würzburg.
Zurückgekehrt nach Marktheidenfeld, war Hergenröther als Priester in der dortigen Pfarrei und ab 1849 auch als Kaplan in Zellingen tätig. Im Mai 1850 setzte er seine Studien an der Universität München fort. Im Juli 1850 wurde Hergenröther zum Doktor der Theologie promoviert, habilitierte sich 1851 und bekam daraufhin eine Stelle als Privatdozent in München. 1852 wurde er außerordentlicher, 1855 ordentlicher Professor des Kirchenrechtes und der Kirchengeschichte in Würzburg, wo er bis zu seiner Ernennung zum Kardinal blieb.
Hergenröthers Forschungen machten ihn in Deutschland bald bekannt. 1864 bot ihm der Limburger Bischof die Stelle des Koadjutors mit dem Recht der Nachfolge an, was er aus Liebe zur Wissenschaft ablehnte. Schwerpunkte seiner Arbeit waren das frühe Christentum und die Kirchengeschichte von Konstantinopel. Außer vielen historischen und kanonistischen Abhandlungen in Fachzeitschriften veröffentlichte Hergenröther sein Hauptwerk Photius, Patriarch von Konstantinopel.
Ab 1860 geriet Hergenröther immer mehr in einen Konflikt mit Ignaz von Döllinger, seinem Lehrer an der Münchener Universität, der sich kritisch mit der Geschichte des Papsttums auseinandersetzte und dessen Autorität, vor allem in der Frage der Päpstlichen Unfehlbarkeit, in Frage stellte. Hergenröther gehörte dagegen zu den Infallibilisten; er war ein entschiedener Vertreter der Unfehlbarkeit des Papstes in Fragen über Glaube und Sitten. 1868 wurde er zum Konsultor zur Vorbereitung des Ersten Vatikanischen Konzils (1869/1870) nach Rom berufen. Auf dem Konzil wurde das Unfehlbarkeitsdogma definiert.
Mit Georg Anton von Stahl, Heinrich Denzinger und Franz Hettinger gehörte er zu den Vertretern der sogenannten Römischen Theologie, die die Theologische Fakultät der Universität Würzburg zu einem Zentrum dieser „Römischen Schule“ machten. Während des Kulturkampfes verteidigte Hergenröther die römisch-katholische Position gegen zahlreiche Kritiker, u. a. mit seinem 1872 veröffentlichten Werk Katholische Kirche und christlicher Staat. 1876 bis 1880 erschien sein dreibändiges Handbuch der allgemeinen Kirchengeschichte, das ins Englische und Italienische übersetzt wurde und über Jahrzehnte als Standardtext in der Priesterausbildung Verwendung fand. Von 1877 bis 1879 übernahm er die Herausgeberschaft eines deutschen Kirchenlexikons.
Papst Pius IX. ernannte Hergenröther 1877 zum päpstlichen Hausprälaten. Papst Leo XIII. erhob ihn im Konsistorium vom 12. Mai 1879 zum Kardinaldiakon und wies ihm kurz darauf die Titeldiakonie San Nicola in Carcere zu. Daraufhin nahm Hergenröther seinen ständigen Wohnsitz in Rom.

### Beziehungen zu katholischen Studentenverbindungen
Als Professor in Würzburg war Hergenröther aktives Ehrenmitglied der katholischen Studentenverbindungen K.St.V. Walhalla im KV und K.D.St.V. Markomannia im CV. 1879 wurde er auch Mitglied im wissenschaftlichen katholischen Studentenverein Unitas-Hetania Würzburg.

### Kardinal Hergenröther
Am 9. Juni 1879 wurde Kardinal Hergenröther eine besondere Aufgabe zugewiesen, indem er zum Kardinalpräfekten des Vatikanischen Geheimarchivs ernannt wurde. In dieser Funktion wurde ihm die heikle Aufgabe gestellt, das Geheimarchiv im Jahr 1881 – erstmals seit seiner Gründung – der Öffentlichkeit zugänglich zu machen. Bei der Öffnung des Archivs für die Wissenschaft und den Nutzungsmöglichkeiten erwarb sich der Kardinal allgemeine Anerkennung.
Eine Anerkennung war auch, dass ihm am 1. Juli 1888 die Titeldiakonie Santa Maria in Via Lata übertragen wurde. Bei seinem Tod war er Kardinalprotodiakon.
Auch als Kardinal setzte Hergenröther, unterstützt von seinem Bruder Franz und seiner Schwester Thekla, die wissenschaftliche Arbeit fort. 1884–85 erschien der erste Band der Regesten von Papst Leo X. (1513–1521), die Franz Hergenröther nach dem Tod seines Bruders 1891 mit einem Teil des zweiten Bandes fortsetzte. 1887 und 1890 erschienen, von Joseph Hergenröther herausgegeben, die Bände VIII und IX der Konziliengeschichte.
Hergenröther, dessen Gesundheitszustand schon in den 1870er Jahren angegriffen war, erlitt am 24. Februar 1882 einen Schlaganfall, von dem er sich weitgehend erholte. 1883 berief ihn der Papst in die Kardinalskommission für die Historischen Studien. Am 1. Oktober 1890 erlitt er dann bei einem Aufenthalt in der Zisterzienserabtei Mehrerau einen zweiten Schlaganfall, an dessen Folgen er zwei Tage später verstarb.

## Hergenröther und Mehrerau

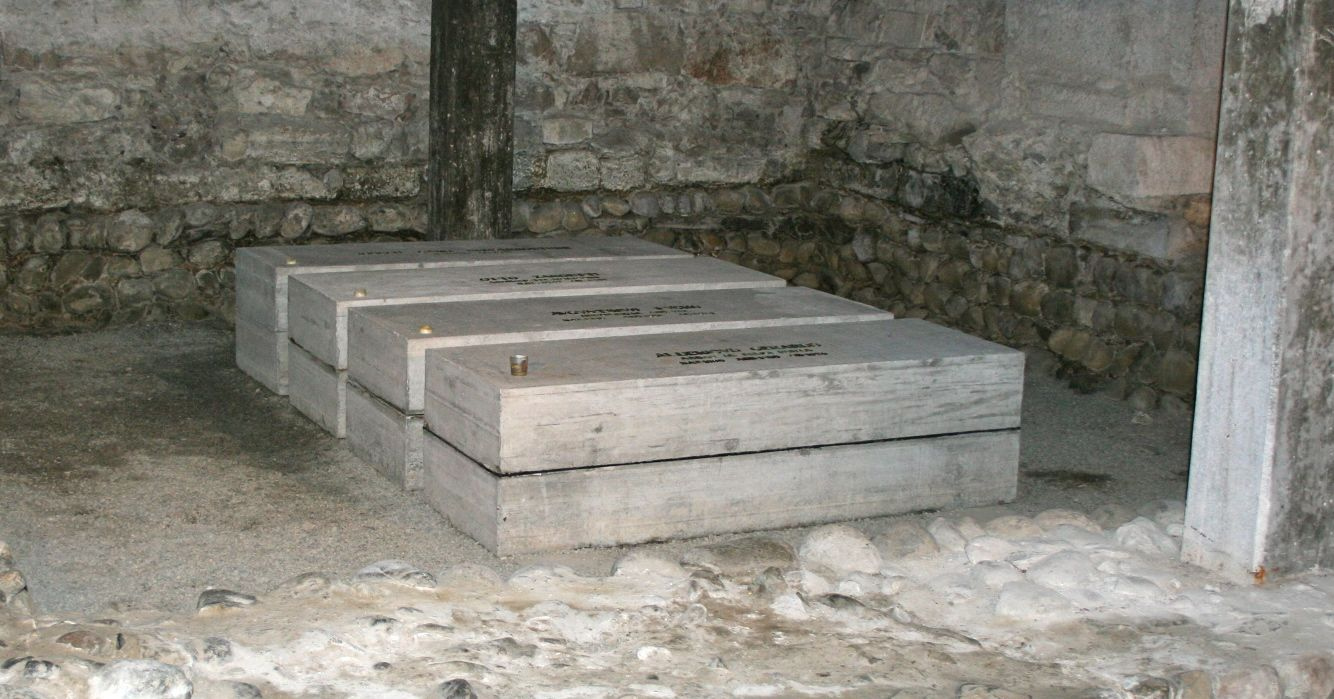
Die heutige Aufstellung des Hergenröther Grabs in der Mehrerauer Krypta

1881 wurde Hergenröther zum Kardinalprotektor der Barmherzigen Schwestern vom Heiligen Kreuz ernannt. Dieses Institut war aus einer Gründung von dem Pater Theodosius Florentini (OFM) hervorgegangen und von Anna Maria Katharina Scherer (1825–1888) ab 1856 wesentlich geprägt und erfolgreich fortgeführt worden. Vom schweizerischen Ingenbohl aus lenkte sie als erste Generaloberin die sich rasch ausbreitende Gemeinschaft, die bei ihrem Tod im Jahr 1888 1596 Schwestern in 397 Häusern in der Schweiz, Böhmen, Österreich, Slawonien und Mähren zählte. Hergenröthers Aufenthalte in Deutschland verband der Kardinal ab 1882 mit Besuchen in Ingenbohl. Dabei wählte er als Zwischenstation von und nach Rom immer wieder das Zisterzienserkloster Mehrerau bei Bregenz. In den Jahren 1882, 1883, 1884, 1887 und 1890 war er dort zu Gast.
Joseph Hergenröther fand auch in der Abteikirche am 7. Oktober 1890 seine letzte Ruhestätte. Zur Trauerfeier reisten u. a. der Erzbischof von München und die Bischöfe von Brixen, Linz, St. Gallen, Chur und Basel-Lugano an.

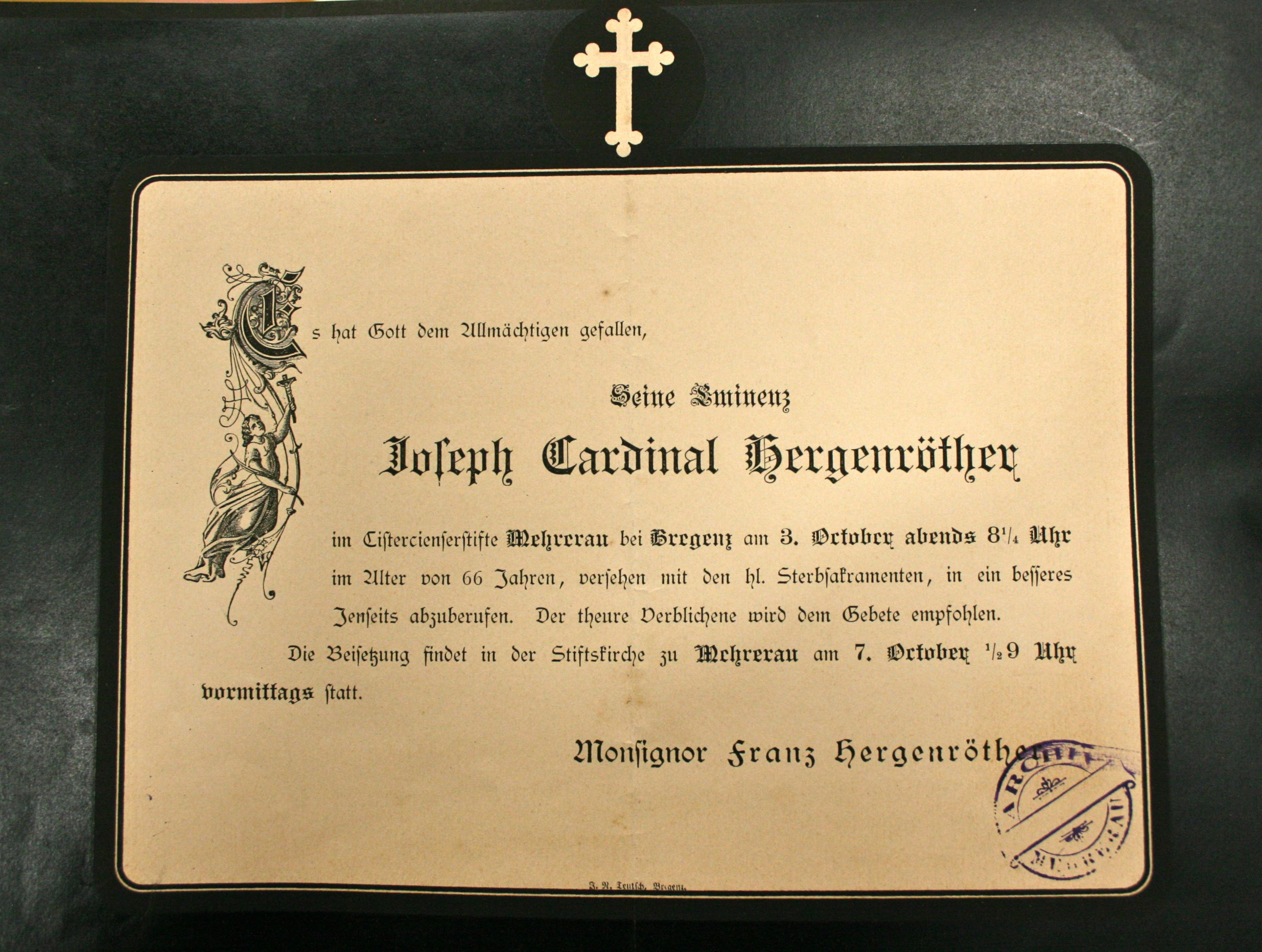
Die Todesanzeige

In der Abteikirche wurde Hergenröther 1897 von Abt Augustin Stöckli ein Denkmal errichtet, zu dem die 42. Generalversammlung der Katholiken in Deutschland 1895 in München den Anstoß gegeben hatte. Es stand ursprünglich, von zwei Altären flankiert, in der linksseitigen Ecke des Querschiffs. Auf dem Sarkophag ruhte die lebensgroße Gestalt des Kardinals im Purpurgewand, aus Salzburger Marmor gefertigt. Darüber befanden sich sein Wahlspruch aus dem Te Deum, In te domine speravi (lateinisch Auf Dich, Herr, habe ich gehofft), eine Mariendarstellung, der hl. Josef und zwei Engel. Das Denkmal wurde von Balthasar Schmitt in München gefertigt.
Beim Umbau der Mehrerauer Kirche von 1961 bis 1963 wurden u. a. alle Grabdenkmäler aus dem Kirchenraum entfernt. Die Leichname der Äbte und der anderen Prälaten wurden in der neu gestalteten Unterkirche, wo die Fundamente der 1097 gebauten Kirche freigelegt worden waren, in Betonsarkophagen beigesetzt. Das Grabdenkmal Kardinal Hergenröthers wurde zerstört, von ihm ist heute nur die liegende Marmorfigur erhalten, die in der Nähe seines Grabes aufbewahrt wird.

## Schriften (Auswahl)
- Der Kirchenstaat seit der französischen Revolution. Historisch-statistische Studien und Skizzen. Freiburg im Breisgau 1860 (Digitalisat).
- Die „Irrthümer“ von mehr als vierhundert Bischöfen und ihr theologischer Censor. Ein Beitrag zur Würdigung der von Herrn Dr. von Döllinger veröffentlichten „Worte über die Unfehlbarkeitsadresse“. Freiburg im Breisgau (Digitalisat).
- Kritik der v. Döllinger'schen Erklärung vom 28. März d. J. Freiburg im Breisgau 1871 (Digitalisat).
- Katholische Kirche und christlicher Staat in ihrer geschichtlichen Entwicklung und in Beziehung auf die Fragen der Gegenwart. Historisch-theologische Essays und zugleich ein Anti-Janus Vindicatus.
  - Band 1
  - Band 2, Freiburg im Breisgau 1872 (Digitalisat)
- Photius, Patriarch von Konstantinopel. Sein Leben, seine Schriften und das griechische Schisma. Georg Joseph Manz, Regensburg 1867–1869 (Digitalisate: Band 1, Band 2, Band 3).
- Katholische Kirche und christlicher Staat. Zwei Editionen: Für das Fachpublikum (1872/1088 S.) archive.org – Für gebildete Laien (1873/564 S.) archive.org.
- Der h. Athanasius der Große, in: Görres-Gesellschaft zur Pflege der Wissenschaft im katholischen Deutschland. Vereinsschrift für 1876. Köln 1877, S. 1–24 (online)
- Handbuch der allgemeinen Kirchengeschichte. 1876–1880, 4. Auflage 1902.
  - Band 1, Freiburg im Breisgau 1879, 2. Auflage (Digitalisat).
  - Band 2, Freiburg im Breisgau 1877 (Digitalisat), 3. Aufl., Freiburg im Breisgau 1885 (Digitalisat).
  - Band 3
  - Band 4
- Abriss der Papstgeschichte, Würzburg 1879 (Digitalisat).
- Leonis X, Pontificis Maximi Regesta […] e tabularii Vaticani manuscriptis aliisque monumentis. 2 Bände. 1884–1891.